# Vitrófiro

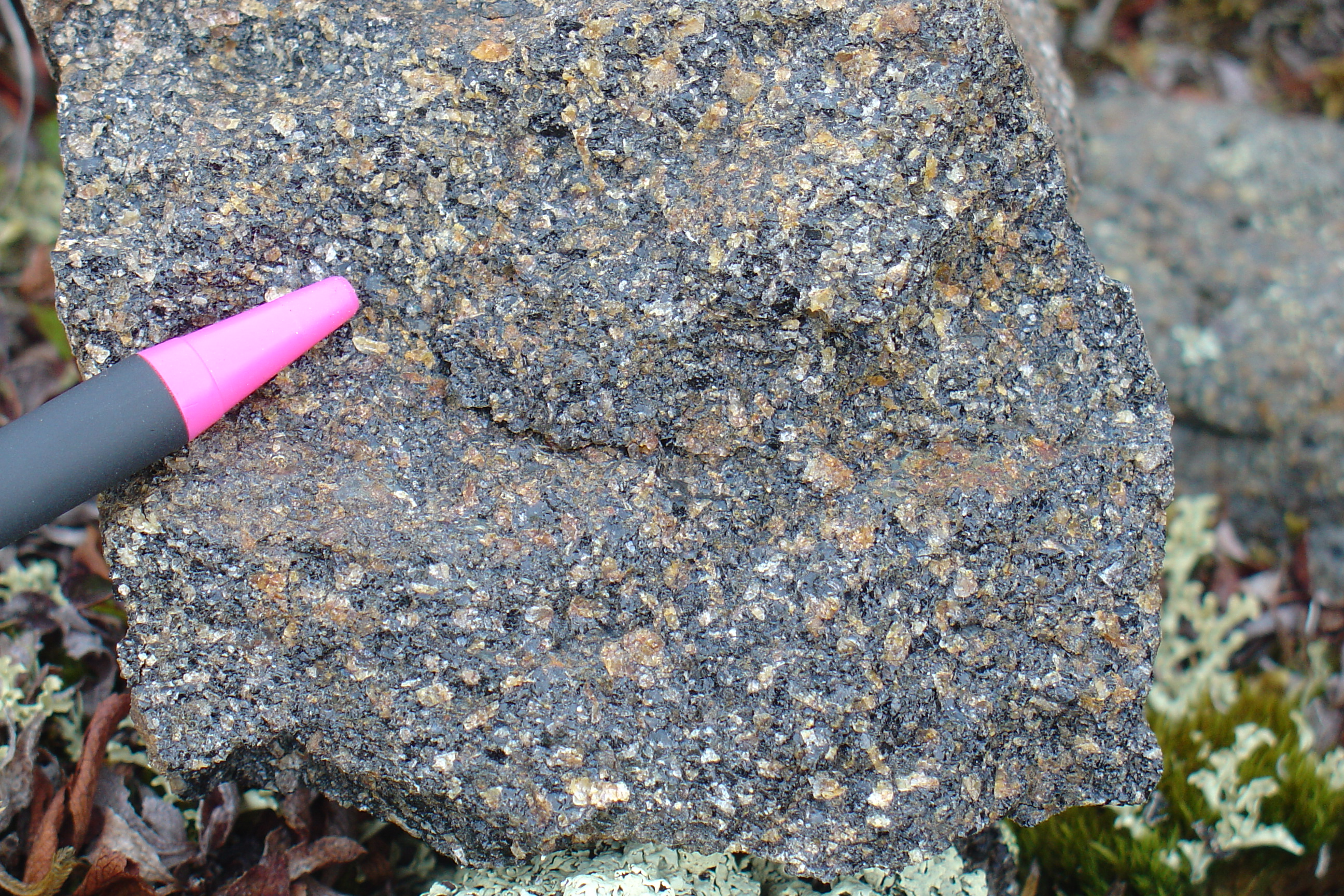
Exemplar de vitrófiro riolítico; grandes fenocristais em matriz vítrea negra

Vitrófiro (do lat.: vitru + (por)firo) é uma rocha vulcânica de textura porfirítica na qual os fenocristais estão incrustrados numa matriz de aspecto vítreo.